# Convención territorial del Partido Demócrata de 2008 en Guam

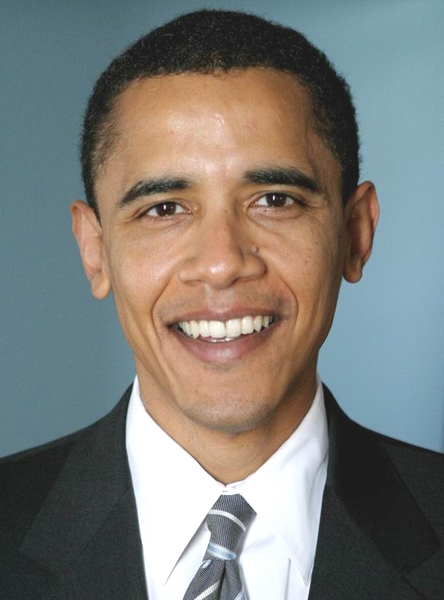
Barack Obama ganó la Convención territorial demócrata de Guam de 2008.

La Convención territorial demócrata de Guam de 2008, se realizó el 3 de mayo de 2008. Barack Obama ganó la convención por 7 votos; sin embargo, la distribución de los delegados fue de 2 para Obama y 2 para Hillary Clinton.

## Resultados
| Candidato       | Votos | Porcentajes | Delegados |
| --------------- | ----- | ----------- | --------- |
| Hillary Clinton | 2257  | 49.9%       | 2         |
| Barack Obama    | 2264  | 50.1%       | 2         |
| Total           | 4521  | 100%        | 4         |